# Gonzalo Carneiro
Gonzalo Rodrigo Carneiro Méndez (Montevidéu, 12 de setembro de 1995) é um futebolista uruguaio que atua como atacante. Atualmente, joga pelo Nacional.

## Carreira

### Defensor Sporting
Revelado na base do Defensor Sporting, Carneiro fez sua estreia em outubro de 2015, na goleada por 4–1 sobre o Juventud. Realizou 39 partidas pelo Campeonato Uruguaio, marcando 13 gols.

### São Paulo
Em 2 de abril de 2018, assinou por três anos com o São Paulo, que pagou 800 mil dólares (cerca de R$ 2,6 milhões) por 50% dos direitos do atleta ao Defensor Sporting. Após alguns meses se recuperando de uma lesão no púbis, fez sua estreia em 21 de julho, entrando nos minutos finais do clássico contra o Corinthians.
Em 30 de março de 2021, seu contrato com o São Paulo chegou ao fim, fazendo 34 jogos e marcando apenas dois gols com a camisa tricolor.

#### Doping
Em 22 de abril de 2019, foi pego em exame feito pelo controle de doping da Federação Paulista de Futebol (FPF), com suspeita de uso de cocaína. Após fazer a contraprova, teve o contrato suspenso pelo clube, até a resolução do caso.
Após um ano de suspensão o atleta foi liberado. Carneiro passou por quarenta e cinco dias internado e praticou treinos no Uruguai.

## Títulos
Defensor Sporting
- Torneo Apertura: 2017

Liverpool-URU
- Torneo Apertura: 2022